# Sharism

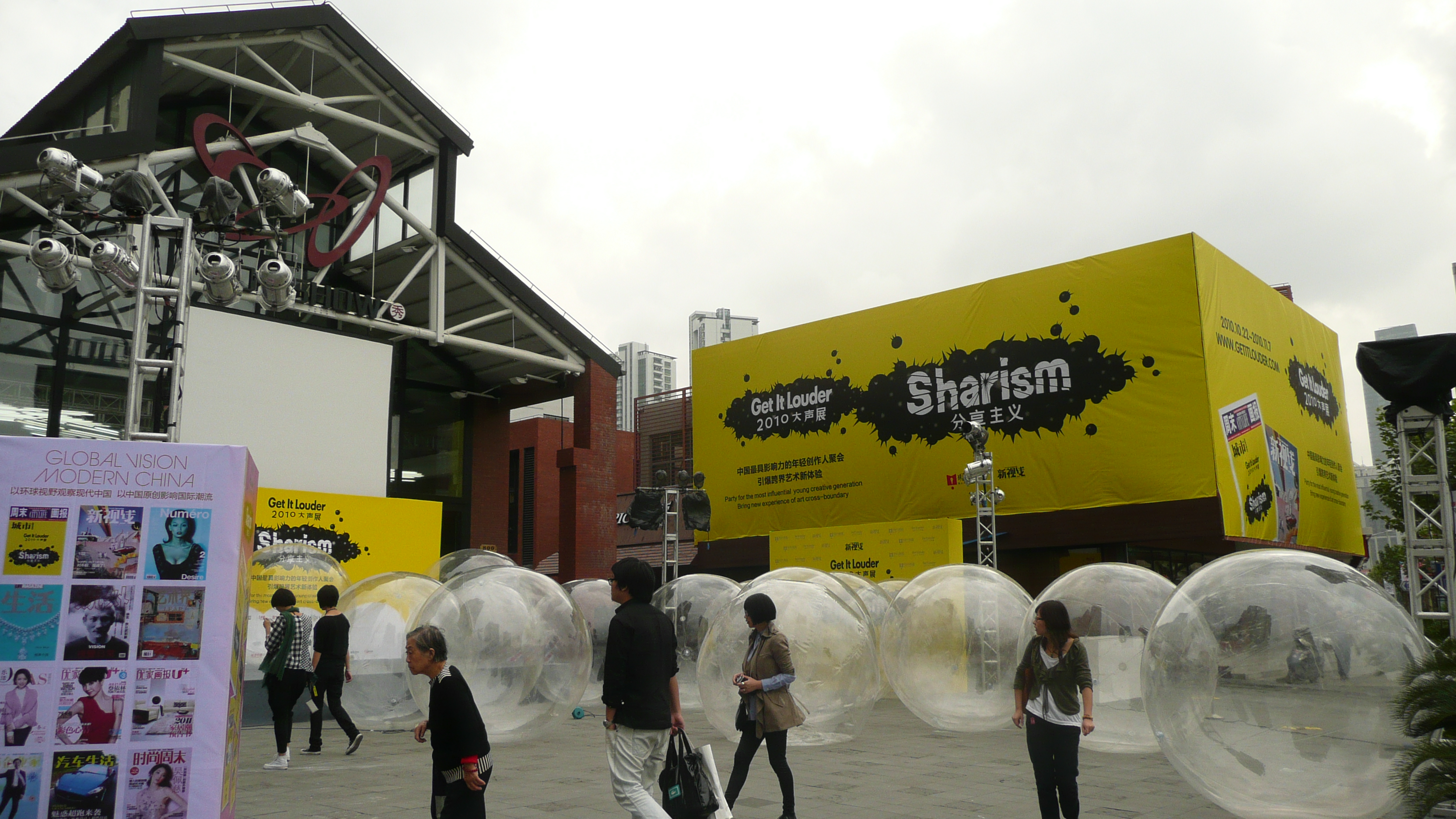
Get It Louder Sharism exhibition in Shanghai.

Sharism é um termo utilizado para descrever a motivação e a filosofia por trás da construção coletiva de valores que é resultado do compartilhamento de conteúdo e ideias. Inspirado pelo conteúdo gerado pelo usuário, o Sharism afirma que o ato de compartilhar algo dentro de uma comunidade produz bons valores para cada um dos participantes desta: "quanto mais você compartilha, mais você recebe". Como o conhecimento é produzido por crowdsourcing, este novo tipo de propriedade compartilhada leva à produção de bens e serviços onde o valor é distribuído através da colaboração de todos os envolvidos.

## História do termo
Cunhada por Issac Mao no ensaio "Sharism: A Mind Revolution", o qual foi originalmente publicada no livro Freesouls, Mao estabelece uma comparação entre o modelo aberto de distribuição online de informação e o as redes neurológicas do cérebro humano. Seguindo a analogia de um Cérebro Social emergente, Mao defende que o processo de empoderamento das pessoas através do compartilhamento leva a modos coletivos de se repensar as relações sociais.
O Sharism tem sido particularmente focada na China, como forma de promover a Web Aberta e combater a censura na internet. Entre os proponentes mais notáveis do Sharism, tanto como um termo como enquanto prática, estão Larry Lessig e Ou Ning. Em 2010, durante uma palestra sobre o Creative Commons em Pequim, Lessig mencionou o Sharism no contexto de abertura e inovação nas indústrias criativas e na lei de propriedade intelectual da China. Também em 2010, Ou Ning, em seu trabalho como curador escolheu o Sharism como o tema principal da exposição "Get It Louder", a qual é realizada bienalmente em Shangai. Em uma entrevista sobre a exposição, Ou Ning discutiu o Sharism longamente e o descreveu como um "Conceito da Internet" que explora a relação cada vez mais complicada entre as esferas pública e privada.
Em 2012 foi criado o Sharism Lab, com o objetivo de prover suporte experimental e téorico para a implementação do Sharism no mundo.

## Eventos & subprodutos
Diversos tipos de eventos sobre o Sharism têm sido criados para que pessoas se conheçam e compartilhem coisas que elas produzem ou que tenham interesse. O Fórum Sharism foi realizado em outubro de 2010 no "Get It Louder festival" em Shanghai, e reuniu palestrantes internacionais, praticantes e ativistas para discutir a ideia do Sharism.
Outro evento chamado Sharism Presents oferece uma organização informal para que as pessoas compartilhem qualquer coisa que elas queiram. Desde 2010, o Sharism Presents foi sediado em diversas cidades ao redor do mundo, incluindo: Amsterdã, Shanghai, Pequim, Madri, Barcelona, Bruxelas, Berlim, Montreal, Singapura, Hong Kong, Tóquio and Seul.
Já o Sharism Workshops proporciona uma plataforma para a produção coletiva através do ato de compartilhar. Workshops foram realizados in Pequim, Doha and Varsóvia e contou com a participação de músicos, artistas digitais e designers.
Para prover um meio fácil de compartilhar qualquer tipo de trabalho na internet, o Sharing Agreement foi criado para trabalhar em torno da crescente complexidade das licenças.

## Críticas
Dentro do mundo da arte, tem sido sugerido que há perigos no Sharism, os quais "levam as pessoas a acreditarem que qualquer coisa contemporânea deva ser também de vanguarda".